# カーボベルデ・エスクード
カーボベルデ・エスクード（ポルトガル語: Escudo cabo-verdiano）は、カーボベルデの通貨単位。ISOコードはCVE。複数形はエスクードス。補助通貨はセンターボ（Centavo、複数形センターボス）だが、現在は発行されていない。なお、本文中では表記の揺れを防ぐため、エスクードス、センターボスといった複数形は用いていない。
通貨記号にはEscのほか、小数点以下の表記のために$が用いられる。
- 20エスクードなら20$00、15エスクード30センターボなら15$30。

## 歴史

### ポルトガル領カーボベルデ
15世紀よりカーボベルデはポルトガルの植民地だったが、1865年より大西洋銀行の支店がプライアに置かれ、ポルトガル本国の通貨レアルと等価のカーボベルデ・レアル（複数形レイス）が発行されるようになった。
ポルトガル本国では1910年の革命により王政が打倒され、翌1911年にレアルを廃止。新通貨エスクード（PTE）が導入された。これを受け、カーボベルデでも1914年にカーボベルデ・エスクードへと通貨単位が切り替わり、1000レアル＝1エスクードで交換された。通貨価値はレアル時代と同様、本国のエスクードと等価とされた。

### カーボベルデ共和国
1975年にカーボベルデが独立すると、新政府は独自の中央銀行としてカーボベルデ銀行（Banco de Cabo Verde）を設立。以後、カーボベルデ・エスクードは同銀行により発行され、変動相場制へと移行することとなる。独立後まもなく通貨価値の著しい下落に直面したが、1980年代半ばより安定した。1998年にはカーボベルデとポルトガルの間で協定が結ばれ、PTE1＝CVE0.55の交換レートが導入された。これにより、カーボベルデ・エスクードは再び固定相場制へと移行した。
1999年にポルトガルがユーロ圏に入り、2002年よりユーロ（EUR）が実際に流通するようになったことで、カーボベルデ・エスクードのレートはユーロと固定されるようになった。2014年現在、EUR1＝CVE110.265の固定相場となっている。

## 硬貨

### 植民地時代の硬貨
カーボベルデ・エスクードの導入当時は独自硬貨は発行されず、ポルトガル本国の硬貨がそのまま使われていたが、1930年より硬貨も発行されるようになった。最初は5、10、20、50の各センターボ硬貨および1エスクード硬貨が発行され、更に1953年には2½エスクードと10エスクード、1968年には5エスクードの各硬貨が導入された。

### 独立後に発行された硬貨
カーボベルデは1975年に独立し、1977年には植民地時代とは異なる新たな硬貨の発行を開始。20、50の各センターボ硬貨および1、2½、10、20、50の各エスクード硬貨が導入された。

### 現行の硬貨
現行の硬貨は1994年に導入された。センターボ硬貨は廃止され、1、5、10、20、50、100エスクード硬貨が発行されている。硬貨の形状は基本的に円形だが、100エスクード硬貨のみ十角形となっている。
これらの硬貨のほかに、2005年には独立30周年の記念硬貨として200エスクード硬貨が発行された。

## 紙幣

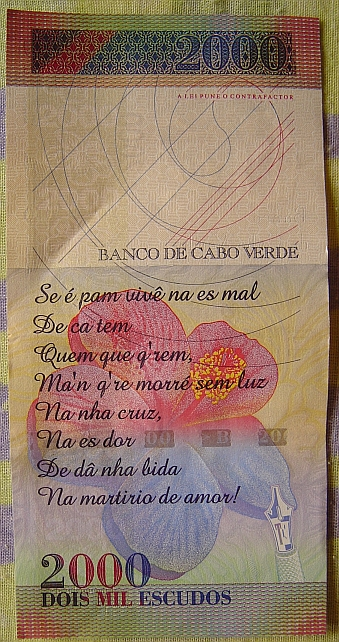
2000エスクード紙幣（2006年発行）

### 植民地時代の紙幣
紙幣はカーボベルデ・レアル時代の1865年より発行されている。1914年よりカーボベルデ・エスクードが導入され、4、5、10、20、50の各エスクード紙幣が発行されたが、1921年には新たな1、5、10、20、50、100の各エスクード紙幣に取って代わられた。1945年には500エスクード紙幣も導入されたが、後に1、5、10エスクード紙幣は硬貨に置き換えられている。

### 独立後に発行された紙幣
硬貨と同様、紙幣も1977年に改められ、100、500、1000エスクード紙幣が発行されたが、1989年には新たな100、200、500、1000、2500の各エスクード紙幣に取って代わられた。

### 現行の紙幣
現行の紙幣は1992年に導入された。100、2500エスクード紙幣は1989年のものがそのまま用いられるが、200、500、1000エスクード紙幣は改められ、1999年には新たに2000エスクード紙幣が導入された。この2000エスクード紙幣は従来の横長のものから縦長のものへとデザインが変更されており、以後のカーボベルデ・エスクードはデザインが改められる度に、横長の紙幣から縦長の紙幣へと置き換えられている。
2009年現在、横長の紙幣は100、2500エスクード、縦長の紙幣は200、500、1000、2000エスクードとなっている。